# Batalla de Fontenoy
La batalla de Fontenoy, que tuvo lugar el 11 de mayo de 1745 en la llanura de Fontenoy, 7 km al sudoeste de la localidad de Tournai, actualmente situada en Bélgica, fue una de las batallas de la Guerra de Sucesión Austriaca en la que se enfrentaron el Ejército del Reino de Francia y un ejército conglomerado de aliados, formado por británicos, hanoverianos, austríacos y holandeses, y que resultó una victoria francesa decisiva.

## Campaña anterior a la batalla
En el marco de la Guerra de Sucesión Austriaca (1740-1748), los  ejércitos franceses de Luis XV, al mando del Mariscal Adrien Maurice de Noailles, invadieron en mayo de 1744 los Países Bajos Austriacos, apoderándose rápidamente de las localidades de Menen, Ypres, Knokke-Heist y Veurne.
Tras cambiar el mando del ejército francés bajo las órdenes del Mariscal Mauricio de Sajonia, los franceses pusieron sitio a la localidad de Tournai, una fortaleza militar importante que bloqueaba su acceso al valle del río Escalda. Bajo la cobertura de un simulacro de ataque que se lanzó contra la ciudad de Mons, el mariscal de Sajonia envió el grueso de su ejército contra la localidad de Tournai que quedó completamente rodeada el 26 de abril de 1745. Engañados por esta maniobra francesa, los generales aliados reunieron precipitadamente los efectivos disponibles cerca de Bruselas y el 30 de abril de 1745 se dirigieron a Mons, para encaminarse finalmente hacia Tournai.

## Desarrollo

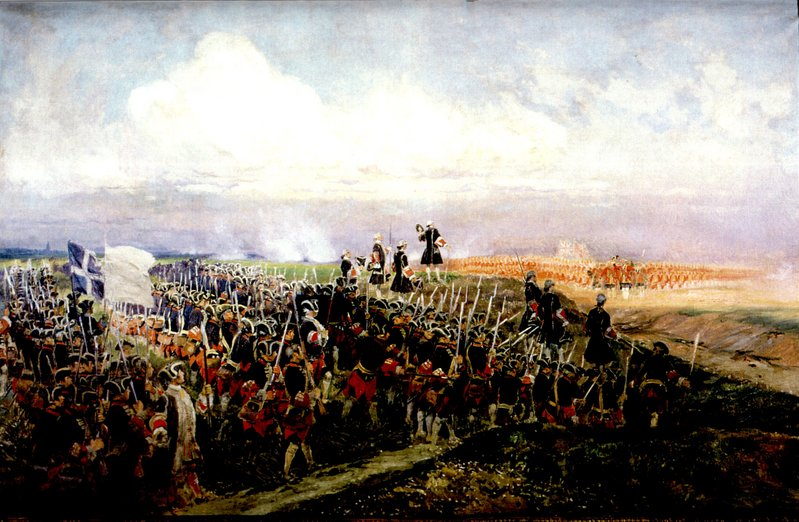
Batalla de Fontenoy, de Edouard Detaille

La batalla entre ambos ejércitos se libró el martes 11 de mayo de 1745 en la llanura de Fontenoy, a 7 kilómetros al sudeste de la pequeña localidad de Tournai. Al tener noticia de la pronta llegada de los ejércitos aliados, el mariscal Mauricio de Sajonia había dado la orden de levantar pequeñas fortificaciones y atrincheramientos en la orilla derecha del río Escalda. A partir del 8 de mayo, la aldea de Fontenoy quedó fortificada y se edificaron dos sólidos reductos militares cerca del bosque de Barry, y el 10 de mayo se concluyeron tres nuevos reductos entre las aldeas de Fontenoy y Antoing.
Los primeros enfrentamientos de la batalla se produjeron el 11 de mayo, a las 5 de la mañana, y consistieron en un fuerte cañoneo. Debido a varios retrasos en el despliegue de las tropas aliadas, sus primeros ataques no se lanzaron hasta las 9 de la mañana. Los dos ataques llevados a cabo sucesivamente por los regimientos holandeses contra Fontenoy y Antoing fueron rechazados por las tropas francesas, que recibían el apoyo de una poderosa artillería.
Guillermo Augusto, duque de Cumberland, quien estaba al mando de las tropas aliadas, ordenó hacia las 10:30 de la mañana a los batallones británicos y hanoverianos que atacasen el sector comprendido entre el bosque de Barry y la aldea de Fontenoy. A pesar del mortífero fuego de artillería que recibieron, los regimientos británicos chocaron hacia las 11 con las primeras líneas francesas, las cuales abrieron el fuego.

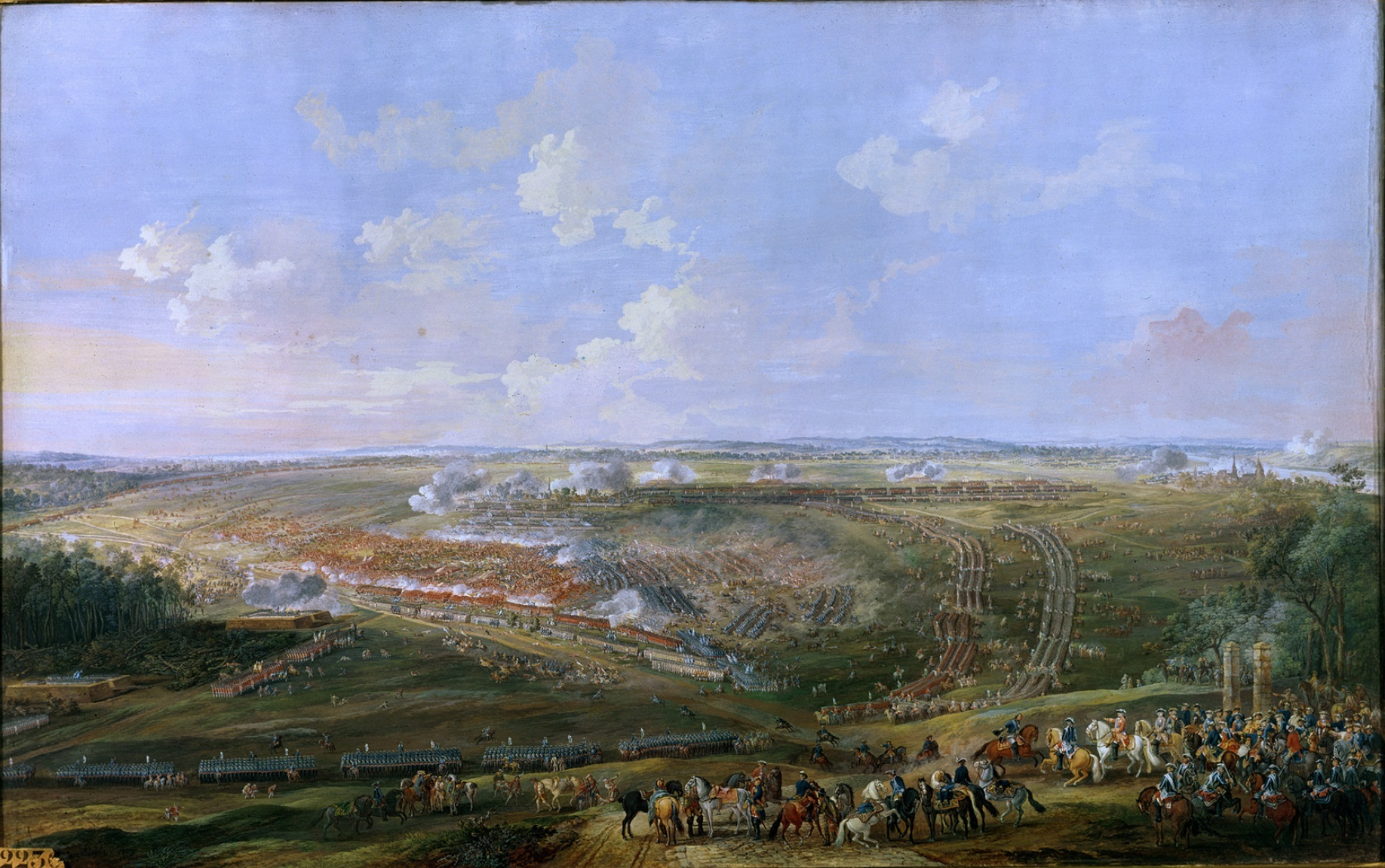
Batalla de Fontenoy
Van Blaerenberghe

Abriendo a su vez un fuerte fuego de fusilería, las tropas británicas no tardaron en superar las primeras filas enemigas, abriendo una brecha en ellas, y avanzando hacia el interior del campo francés. Temiendo que el ejército francés quedara dividido en dos, el mariscal Mauricio de Sajonia tomó la decisión de lanzar un sangriento contraataque, con lo cual logró finalmente detener el avance de las tropas británicas.
Obligados a reorganizarse defensivamente, los regimientos británicos y hanoverianos del duque de Cumberland adoptaron una posición de rectángulo cerrado por tres de sus lados.
Tras ver aparecer hacia las 13 horas a los primeros refuerzos franceses, al mando de Ulrich Frédéric Woldemar de Lowendal, el duque de Cumberland ordenó finalmente a sus tropas replegarse hacia Vezon. Durante dicho repliegue, el regimiento irlandés al servicio de Francia, que se hallaba a las órdenes de François de Bulkeley, logró apoderarse de una bandera del 2.º batallón de Guardias británico.
La batalla finalizó cerca las 14 horas. Una hora más tarde, los últimos soldados holandeses abandonaban el campo de batalla. Las tropas aliadas se retiraron en el curso de la noche hacia Ath.

## Consecuencias
Tras la victoria en la batalla de Fontenoy, las tropas del rey de Francia fácilmente se apoderaron de la localidad de Tournai y, en menos de dos años, de todo el territorio de los Países Bajos Austriacos.
Tras un total de tres grandes batallas (Fontenoy, Raucoux y Lawfeld) y de 24 asedios de las fortificaciones en todo el territorio de los Países Bajos (tanto los Países Bajos Austriacos como las Provincias Unidas de los Países Bajos), se firmó, el 18 de octubre de 1748, un tratado de paz en Aquisgrán (Paz de Aquisgrán). Por los acuerdos firmados, Luis XV de Francia abandonó sin contrapartidas todas sus conquistas de territorios austriacos, inversamente a lo sucedido con su aliado Federico II de Prusia, que sí conservó Silesia, que había conquistado durante las Guerras de Silesia.